# Empider
Empider (Empidonax) är ett fågelsläkte i familjen tyranner inom ordningen tättingar. Släktet omfattar 14 arter som förekommer i Nord- och Centralamerika från Alaska till Panama:
- Akadempid (E. virescens)
- Vitstrupig empid (E. albigularis)
- Alempid (E. alnorum)
- Pilempid (E. traillii)
- Gulbukig empid (E. flaviventris)
- Höglandsempid (E. flavescens)
- Västempid (E. difficilis)
- Granempid (E. hammondii)
- Bergempid (E. oberholseri)
- Tallempid (E. affinis)
- Dvärgempid (E. minimus)
- Gråempid (E. wrightii)
- Svarthättad empid (E. atriceps)
- Beigebröstad empid (E. fulvifrons)